# Tyler Scofield
Tyler Scofield (* 15. August 1984 in Prince George, British Columbia) ist ein kanadischer Eishockeyspieler, der seit Sommer 2017 bei den Braehead Clan in der britischen EIHL unter Vertrag steht.

## Karriere
Scofield begann seine Karriere in der kanadischen British Columbia Hockey League und spielte dort für drei verschiedene Mannschaften, ehe er in die National Collegiate Athletic Association wechselte. Mit seinem Team von der Bemidji State University konnte er insgesamt zwei Meistertitel gewinnen und wurde auch einmal ins Second All-Star-Team gewählt. Nach seinem Abschluss wagte er 2009 erstmals den Sprung nach Europa und wurde vom tschechischen Team HC Plzeň unter Vertrag genommen, das in der höchsten tschechischen Spielklasse, der Extraliga, aktiv ist. In seiner einzigen Saison bei dem Club gelang zwar der Gewinn des Grunddurchgangs, in den Playoffs schied die Mannschaft jedoch bereits im Viertelfinale aus. 
Im April 2010 wurde Scofield vom österreichischen Erstligisten EC KAC unter Vertrag genommen, wobei er einen Einjahresvertrag unterschrieb, der im Jahre 2011 um ein weiteres und im Jahre 2012 um weitere zwei Jahre verlängert wurde.
Vier Jahre nach seinem Österreichdebüt erfolgte ein Umbruch im Verein, woraufhin der Kanadier entlassen wurde und sich mit Anfang Oktober 2014 den Graz 99ers anschloss, wo er einen Try-out-Vertrag bekam. Nach nur einem Monat bei den Grazern wurde ihm bereits eine Try-Out-Verlängerung angeboten, die er jedoch ablehnte, und mit demselben Tag den Verein verließ. Wiederum genau einen Monat später wurde Scofields Wechsel zum kalifornischen Klub Ontario Reign in Kalifornien bekanntgegeben.
Am 28. Januar 2015 präsentierten die Grizzly Adams Wolfsburg aus der Deutschen Eishockey Liga Scofield als Neuzugang. Dort soll er die verletzten Stammspieler ersetzen und für mehr Tiefe im Kader sorgen.
Zur Saison 2015/16 kehrte er in die Österreichische Eishockey-Liga zurück, wo er einen Vertrag beim HC Innsbruck unterschrieb. Nach nur 11 Spielen für die Tiroler musste er den Klub, auf Grund seiner Verletzungsanfälligkeit, im Dezember 2015 verlassen, da er durch Hunter Bishop ersetzt wurde. Nach 6 Spielen und 5 Scorerpunkten für die Rapid City Rush (ECHL) wechselte er für den Rest der Saison zu Hockey Thurgau aus der NLB. Im Juli 2016 unterschrieb er einen Vertrag bei den Starbulls Rosenheim aus der DEL2.

## Erfolge und Auszeichnungen
- 2005 MJHL Second All-Star Team
- 2006 CHA-Meisterschaft mit der Bemidji State University
- 2009 CHA-Meisterschaft mit der Bemidji State University
- 2009 CHA Second All-Star Team
- 2013 Österreichischer Meister mit dem EC KAC

## Karrierestatistik
(Legende zur Spielerstatistik: Sp oder GP = absolvierte Spiele; T oder G = erzielte Tore; V oder A = erzielte Assists; Pkt oder Pts = erzielte Scorerpunkte; SM oder PIM = erhaltene Strafminuten; +/− = Plus/Minus-Bilanz; PP = erzielte Überzahltore; SH = erzielte Unterzahltore; GW = erzielte Siegtore; 1 Play-downs/Relegation; Kursiv: Statistik nicht vollständig)